# Sida vallsii
Sida vallsii är en malvaväxtart som beskrevs av Antonio Krapovickas. Sida vallsii ingår i släktet sammetsmalvor, och familjen malvaväxter. Inga underarter finns listade i Catalogue of Life.